# مدرسه حاج حسن
مدرسه حاج حسن مربوط به دوره صفوی است و در اصفهان، میدان امام علی، خیابان هارونیه، مقابل صحن هارون ولایت واقع شده و این اثر در تاریخ ۳۰ تیر ۱۳۸۴ با شمارهٔ ثبت ۱۲۱۰۲ به‌عنوان یکی از آثار ملی ایران به ثبت رسیده است.